# Iglesia de San Martín (Providence)
La Iglesia de San Martín (en inglés, Saint Martin's Church) es una iglesia histórica de la Iglesia Episcopal (Estados Unidos) en 50 Orchard Avenue en la ciudad Providence, la capital del estado de Rhode Island (Estados Unidos). Se encuentra al lado del Templo Beth-El, una sinagoga reformada.
La congregación se estableció en 1885 y el edificio de la iglesia del Renacimiento gótico se construyó en 1917 con un diseño de Clarke & Howe para reemplazar un edificio de madera anterior. Es una estructura de granito con una torre cuadrada achaparrada de tres pisos en su esquina sureste. La casa parroquial, adjunta a la esquina noreste del edificio principal, es una estructura del Renacimiento Tudor agregada en 1925.
La iglesia se agregó al Registro Nacional de Lugares Históricos en 1996.

## Vitral
La iglesia presenta un vitral con la escena del mismo nombre de San Martín cortando la mitad de su capa para dársela a un mendigo. Las ventanas de la iglesia fueron diseñadas por el diseñador de Boston Harry E. Goodhue y su esposa, Mary, y se instalaron en 1919. Un estudio de Attleboro, New England Stained Glass, llevó a cabo una restauración de las ventanas durante el invierno de 2014-2015. Se quitó toda la ventana de la pared, luego se quitaron las piezas individuales, se limpiaron, se volvieron a armar y se volvieron a colocar en nuevos marcos de metal.